# استودیو ۵۴
استودیو ۵۴ (انگلیسی: Studio 54) یک سالن تئاتر متعلق به شرکت تئاتر رانداباوت در شهر نیویورک، آمریکا است.
این تئاتر که در سال ۱۹۲۷ تأسیس شده در منطقه تئاتر برادوی قرار دارد و دارای ۱٬۰۰۶ نفر ظرفیت است.